# Odontologia

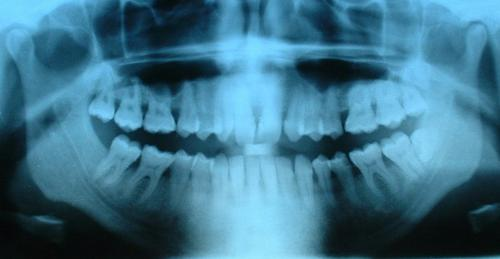
Una radiografia panoràmica on es pot veure la dentadura humana.

L'odontologia és una professió sanitària que s'ocupa de la prevenció, diagnòstic i tractament de les alteracions de les dents i teixits adjacents del cap, coll i boca. Un dentista és una persona que posseeix els coneixements, experiència i titulació necessaris per a practicar l'odontologia o qualsevol de les seves branques. La pràctica de l'odontologia inclou la neteja, l'obturació i l'extracció de les dents, el tractament dels trastorns gingivals (de les genives), la correcció de les irregularitats de l'alineació dental, la realització d'intervencions quirúrgiques a la boca o la mandíbula, i la construcció i col·locació de dents artificials o dentadures postisses.
Els trastorns de la boca poden produir malalties en altres parts del cos. Al revés, les dents i les seves estructures de suport es veuen afectats per alteracions localitzades en zones distals de l'organisme. Pel fet que les estructures dentals generalment no es poden reparar per si soles, el manteniment de la bona salut oral representa un problema de salut singular per al qual l'odontologia combina els seus propis procediments i tècniques amb els coneixements de la medicina, a fi de prevenir les complicacions locals i els efectes adversos que es poden produir en l'organisme.

## Camp d'acció

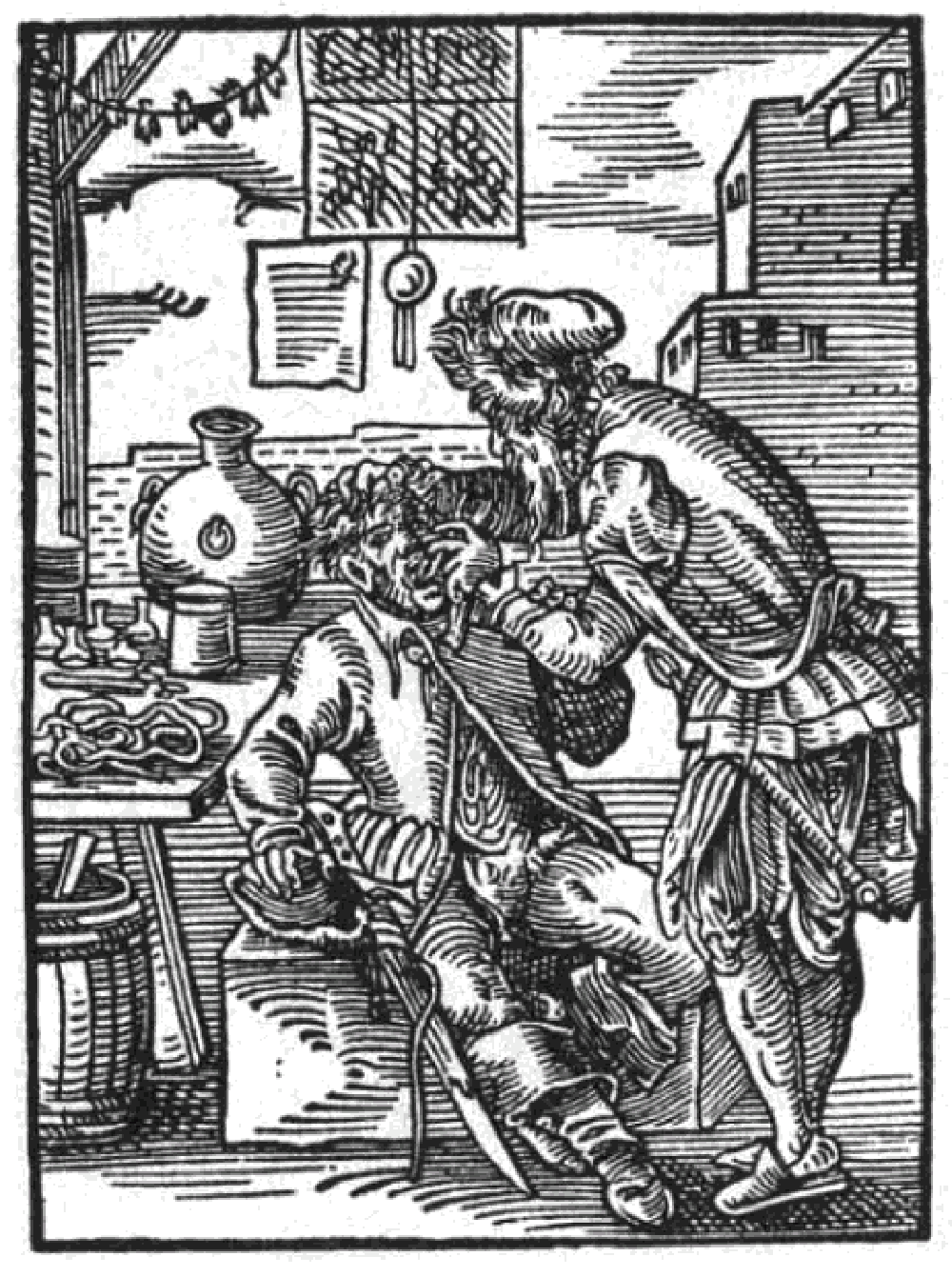
Dentista del.

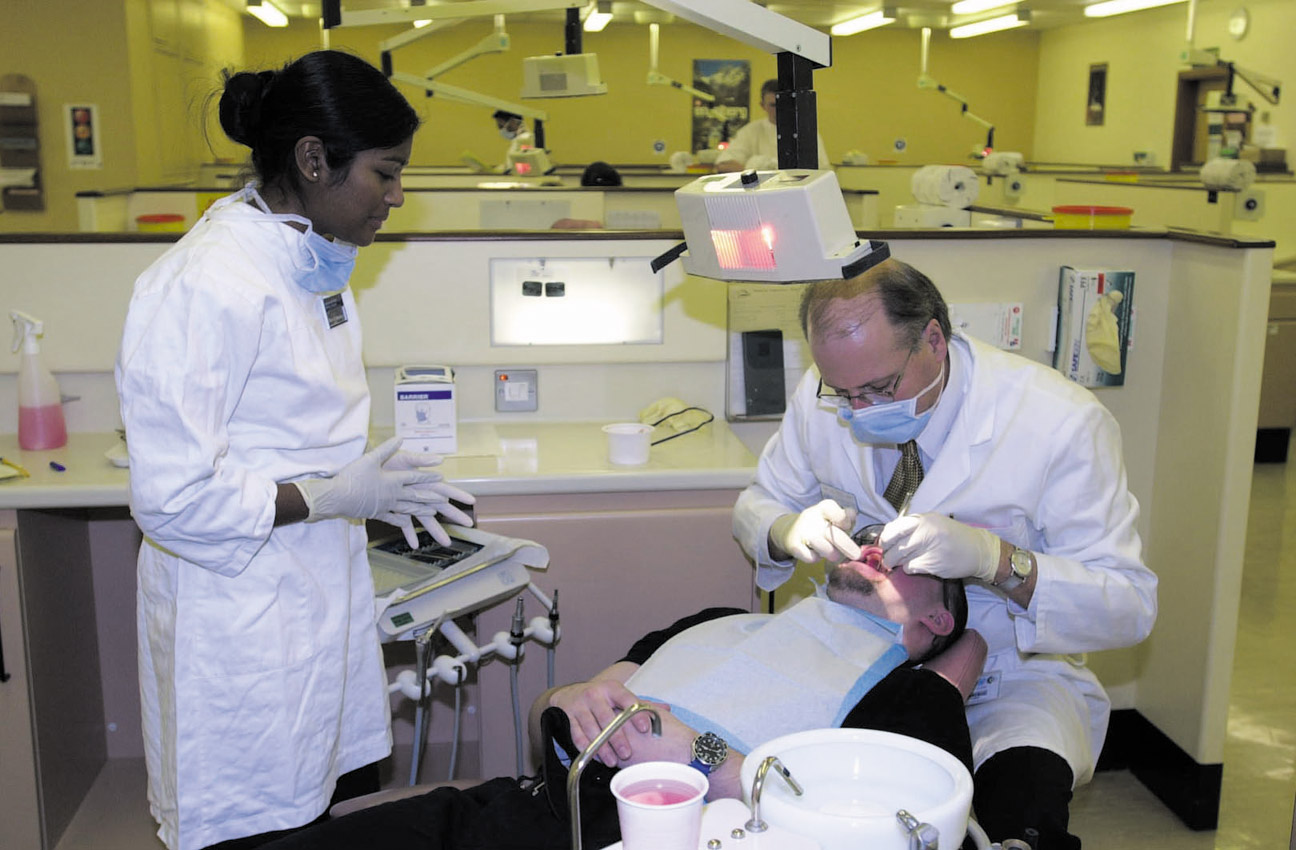
Odontòleg i una auxiliar que atenen un pacient.

El camp d'acció de l'odontòleg o el dentista no abasta únicament l'estudi i tractament de les dents, perquè comprèn a més tota la cavitat oral, així com els maxil·lars, músculs, pell, vasos i nervis que donen conformació a aquesta cavitat i que estan connectats amb tot l'organisme. Per la seva extensió anatòmica, l'odontologia es relaciona amb altres especialitats mèdiques com otorrinolaringologia, oftalmologia i neurologia i per l'àrea de coneixement amb cardiologia o pneumologia.

## Formació i especialitats
La majoria dels dentistes són odontòlegs generals que practiquen totes les branques de l'odontologia. Per a detectar els trastorns en un estadi precoç són necessàries exploracions periòdiques, incloent l'ús de rajos X i instruments i proves especialitzades. La tosca, que està formada per la placa bacteriana mineralitzada, productes del metabolisme bacterià, moc de la saliva i residus dels aliments, s'ha d'eliminar de les dents almenys una vegada a l'any. Les cavitats de les dents s'omplin amb algun dels diversos materials apropiats que existeixen. Es corregeixen les irregularitats de l'alineació. Les dents trencades s'han de reconstruir, o pot ser necessari extraure la polpa dental d'una dent infectada. Les dents que no es poden reconstruir s'han d'extraure, i les que es perden, reemplaçar-les per d'altres artificials.
L'odontologia es pot subdividir en set especialitats, encara que l'odontòleg general pot encarregar-se de tantes com el seu interès o capacitat li permeta.
- Cirurgia maxil·lofacial, s'ocupa del diagnòstic, prevenció i tractament de les patologies òssies bucals, facials i cervicals.
- Ortodòncia, s'ocupa de l'estudi, prevenció, diagnòstic i tractament de les anomalies de forma, posició, relació i funció de les estructures dentomaxilofacials; sent seu l'exercici de la prevenció, diganòstic i correcció de les seves possibles alteracions, així com el manteniment de l'estat òptim de salut i harmonia mitjançant l'ús i control de diferents tipus de forces.[5]
- Prostodòncia, s'ocupa del diagnòstic, la planificació del tractament, la rehabilitació i el manteniment de la funció oral, la comoditat, l'aparença i la salut dels pacients amb condicions clíniques associades amb la manca o deficiència de les dents i/o els teixits orals i maxil·lofacials utilitzant substituts biocompatibles.[6]
- Periodòncia, estudia la prevenció, diagnòstic i tractament de les malalties i condicions que afecten els teixits (periodonci) que donen suport als òrgans dentaris i als substituts implantats, per al manteniment de la salut, funció i estètica de les dents i els teixits adjacents.[7] La periodontologia és l'especialitat contemporània que emergeix de la periodòncia per sustentar l'estudi d'evidència científica sobre l'estat del periodonci sa i malalt.[8]
- Endodòncia és el tractament dels conductes radiculars. Correspon a totes les accions terapèutiques, regeneradores i restauratives[9] que es practiquen en el complex dentina-polpa d'una dent.[10] És també una especialitat odontològica reconeguda des de 1963 per l'Associació Dental Americana.[11] Es podria dir que abasta des d'una protecció directa de la polpa fins a l'extirpació total del nervi. S'aplica en peces dentals fracturades,[12] amb càries profundes o lesions en el seu teixit connectiu lax en les quals es dona una simptomatologia característica (pulpitis). Aquestes lesions poden ser reversibles (amb maniobres endodònticas es pot revertir el procés inflamatori de la polpa) o irreversibles,[13] quan l'única opció terapèutica és l'extirpació total del nervi i l'obturació tridimensional del conducte dentari.[14] També es realitzen biopulpectomias totals en peces dentàries amb finalitats protèsiques (pròtesis fixes).[15] Es realitza l'accés a l'interior de la dent i es procedeix a fer una remoció de la polpa de forma manual. Després es neteja, engrandeix i moldeja; és a dir, s'efectua el sanejament medicamentós de la cambra que conté la polpa i els conductes radiculars per després procedir a la seva obturació.[16] Es restaura o reconstrueix el monyó dental amb compòsit dental[17] o amalgama (de vegades és necessari col·locar un pern, pal o nucli colat) i finalment es recobreix amb una corona, si cal, però de forma summament desitjable en peces posteriors a causa de la gran càrrega masticatòria que realitzen diàriament. A més s'ocupa dels procediments quirúrgics i terapèutics implicats en la protecció de la polpa dental.[18]
- Odontologia pediàtrica[19]
- Odontologia comunitària[20]

### Altres especialitats
L'odontologia abasta moltes àrees de coneixement i es pot estendre, per tant, a altres especialitats: rehabilitació oral, prostodòncia o protèsica dental, periodòncia o periodontologia, endodòncia, odontopediatria, ortodòncia, odontogeriatria, cirurgia maxil·lofacial o cirurgia oral, i en l'odontologia també existeixen disciplines com la peri-implantologia dental, l'odontologia estètica o cosmètica, l'odontologia preventiva, l'odontologia neurofocal, l'administració hospitalària, l'odontologia forense, la cariologia (l'estudi de les càries i no dels cariotips) la patologia bucal, l'odontologia neonatal i prenatal, la investigació de materials dentals, la radiologia orodental, l'ortopèdia facial, la gnatología, la protèsica maxil·lofacial, l'odontologia esportiva i l'orto-odontopediatria, entre d'altres.

## Història

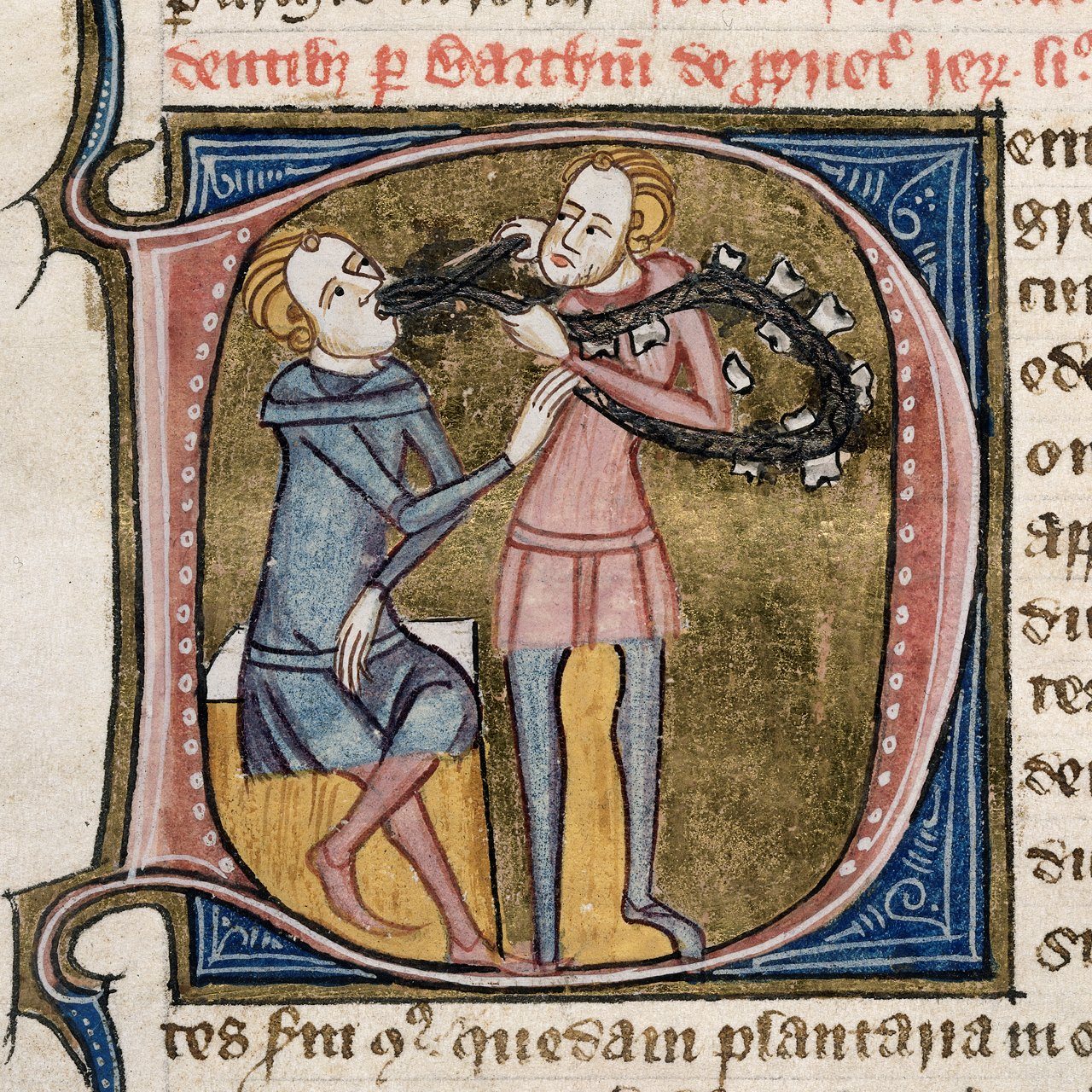
Dentista que extrau una dent. Londres; c. 1360-75.

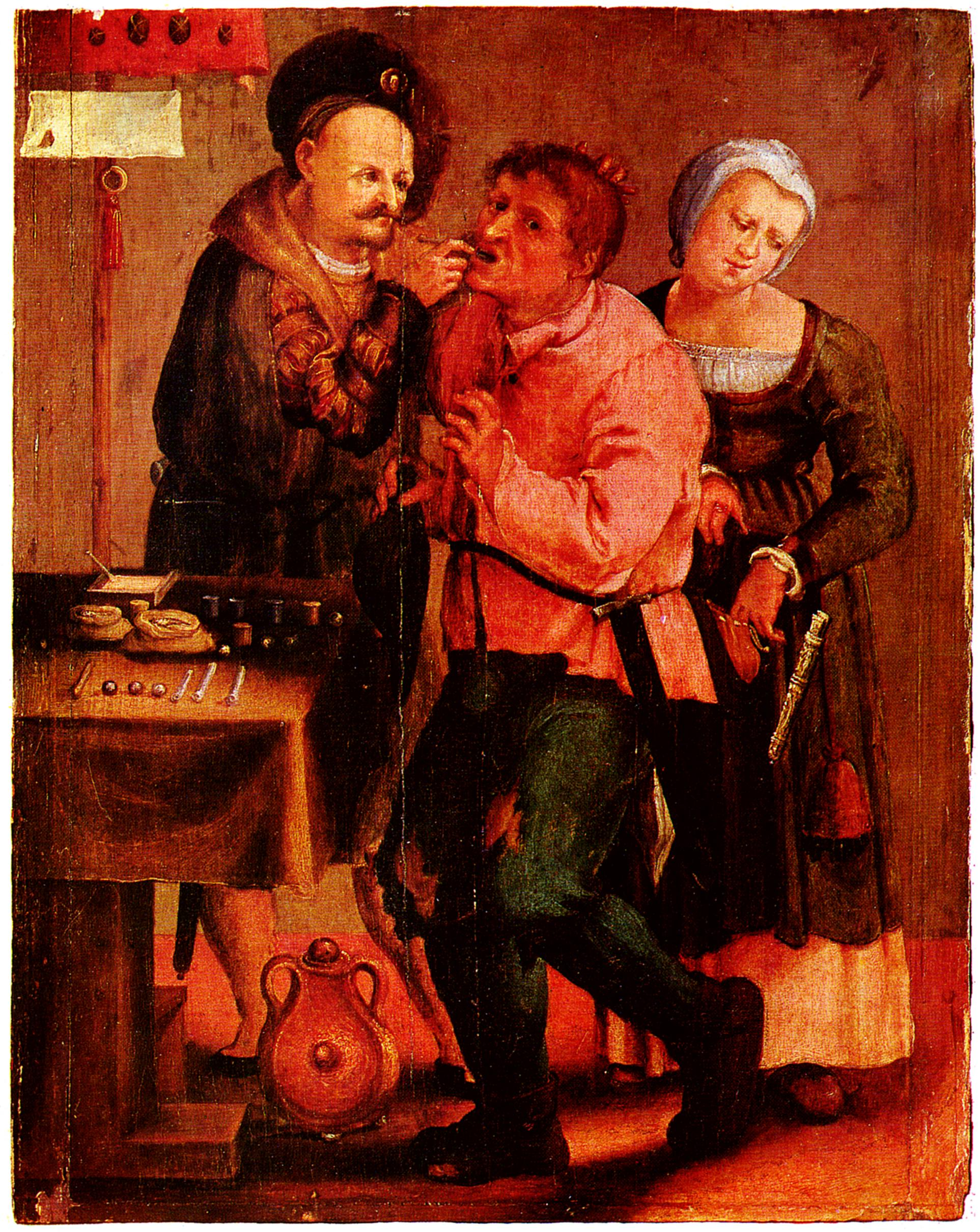
Granjer cal dentista, Johann Liss, c. 1616-17.

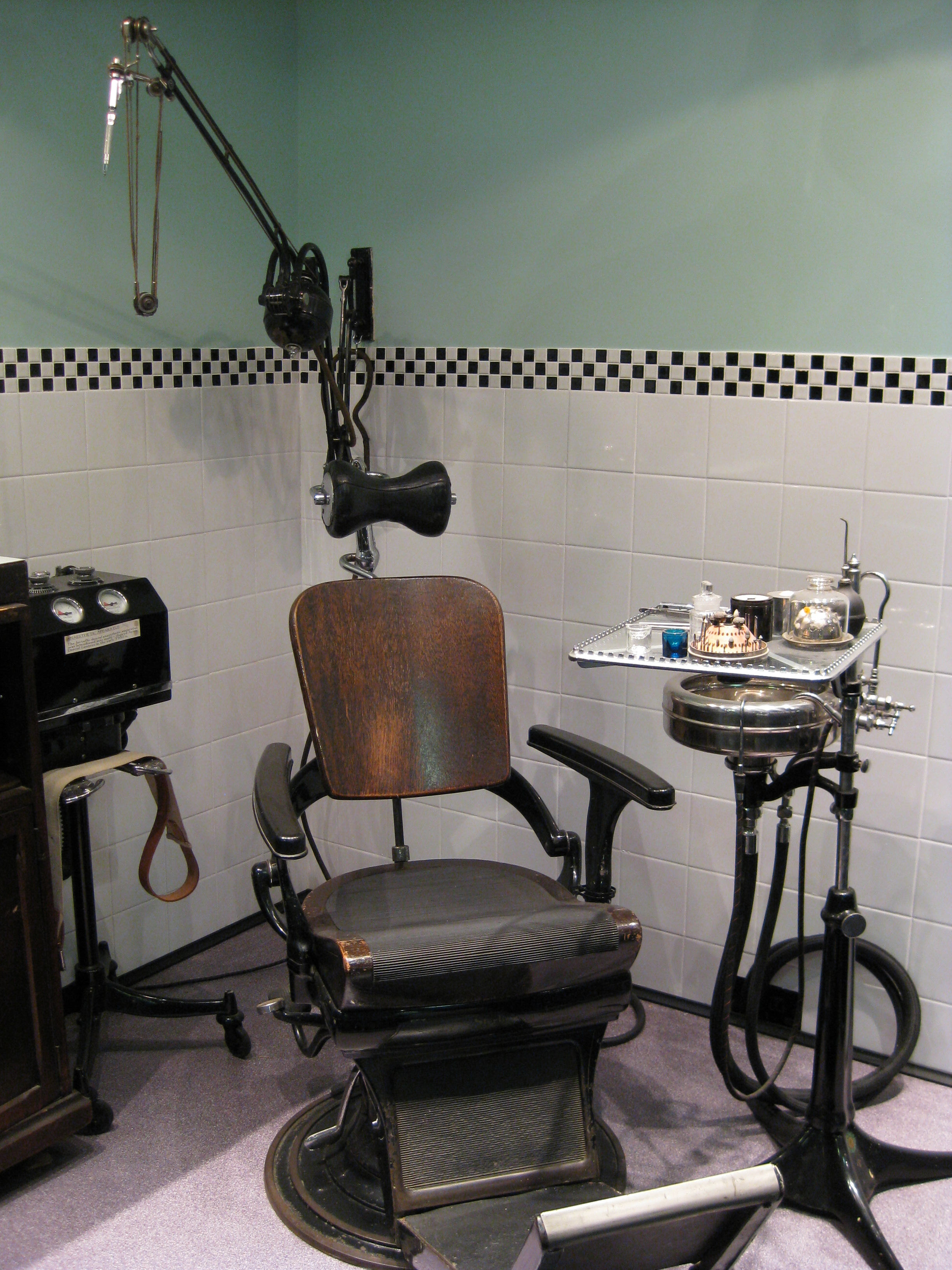
Cirurgia Dental de l'exèrcit. Mostra al Museu dels Serveis Mèdics de l'Exèrcit. Durant els anys 1940 i 1950, hi foren típiques les operacions de cirurgia dental, civils i militars.

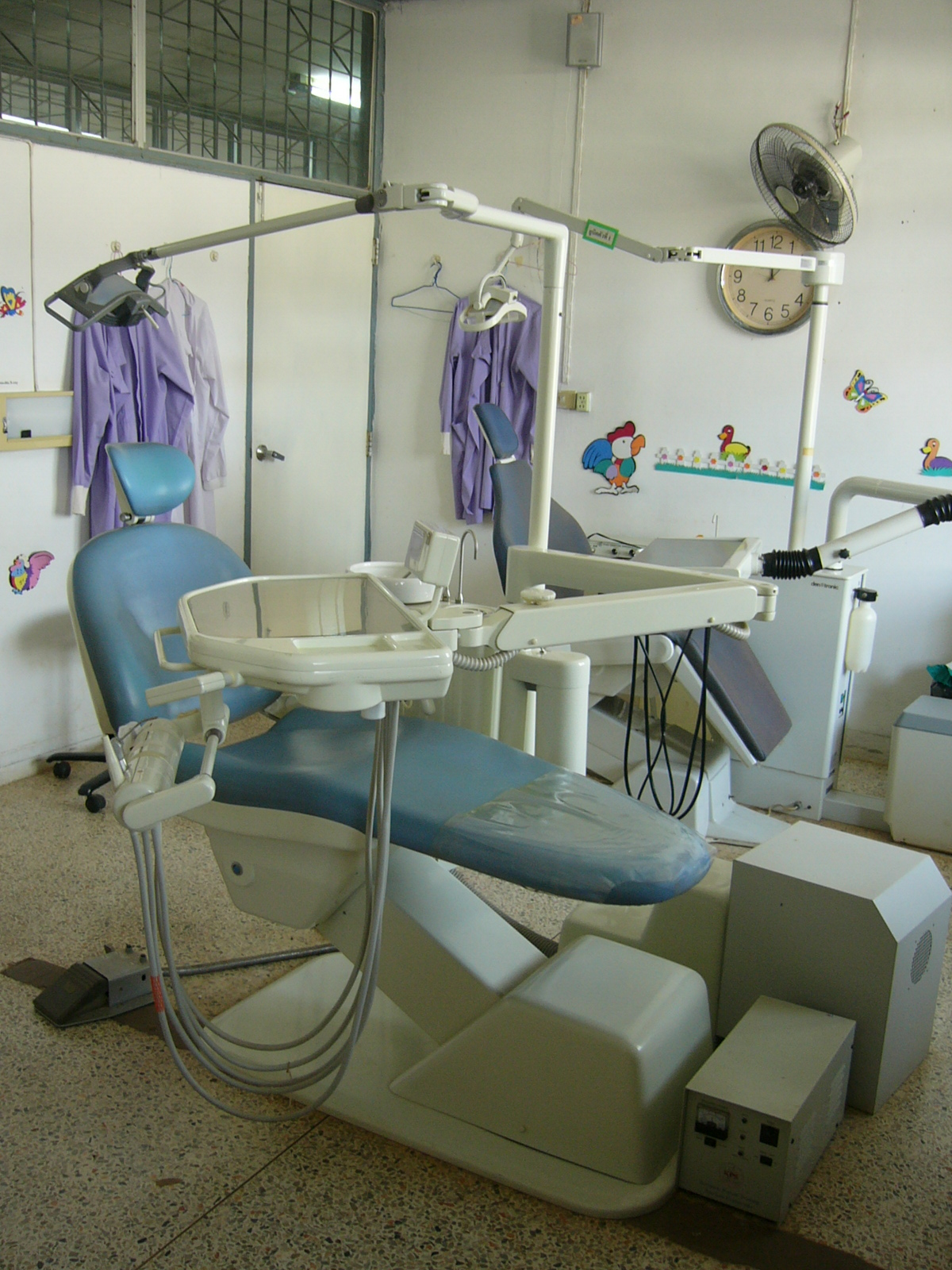
Cadira de dentista moderna a l'Hospital Públic Na Wa, província de Nakhon Phanom, Tailàndia.

La Civilització de la vall de l'Indus al Pakistan ha deixat evidència de la pràctica de l'odontologia des del 7.000 aC. Aquesta odontologia antiga consistia a curar malalties dentals amb operacions mitjançant la tècnica de l'arc trepant, potser, per persones especialitzades. La reconstrucció d'aquesta antiga forma d'odontologia mostrà que els mètodes usats eren plausibles i efectius.
Un escrit sumeri del 5.000 aC descriu un "cuc de les dents" com a causant de les càries. Aquesta idea també s'ha documentat a l'antiga Índia, Egipte, Japó i Xina. La llegenda del cuc també es troba als escrits d'Homer i fins i tot el cirurgià Guy de Chauliac creia al segle xiv que els cucs originaven els forats dentals.
El papir Edwin Smith, escrit al segle xvii aC però que pot reflectir manuscrits anteriors de fins al 3.000 aC, inclou un tractat sobre nombroses afeccions dentals. Al segle xviii aC, el codi d'Hammurabi referenciava l'extracció de dents dues vegades com a pena. La investigació de les restes d'alguns antics egipcis, grecoromans i etruscs ha posat de manifest temptatives de pròtesis i cirurgia dental.
A la Grècia clàssica durant el segle vi aC sorgiren les primeres escoles mèdiques, arribaren a ser famoses les de Cirene, Rodes i Cos. En el període hel·lenístic va destacar, entre totes, l'escola mèdica d'Alexandria. Les interpretacions sobrenaturals de la malaltia van començar a ser substituïdes per explicacions naturals en les quals hi havia una clara influència filosòfica. D'aquesta manera, es constitueix la medicina científico-especulativa. Hipòcrates, considerat com el pare de la medicina, basà les seves teories sobre la malaltia en l'observació, essent les primeres en aquest sentit.
Hipòcrates i Aristòtil van escriure sobre ungüents i procediments d'esterilització, usant un filferro calent per a tractar les malalties de les dents i dels teixits orals. També van estudiar l'extracció dental i l'ús de filferros per a estabilitzar fractures maxil·lars i lligar dents perdudes.
El metge romà Aule Corneli Cels va escriure extensament de les malalties bucodentals, així com els tractaments dentals, com ara narcòtics que contenien emol·lients i astringents, la seva obra conté el primer text mèdic donat a la impremta (Florència, 1478) i tingué una influència extraordinària en la medicina dels segles següents. Constitueix l'aportació mèdica més important (exceptuant l'obra de Galè) de la cultura llatina.
A l'edat mitjana (segles V al XV) es distingeixen dos períodes: el de la medicina monàstica i el de les universitats.
La medicina monàstica es practicava en els monestirs, on es van traduir nombrosos llibres procedents del món àrab. Cal destacar l'Escola Mèdica de Salern, fundada al segle x i que girava entorn de les moltes obres mèdiques recollides pels monjos benedictins de la ciutat, la qual va ser el primer centre laic per l'estudi de la medicina a l'Europa occidental: allà hi havia un grup multicultural de curanderos i practicants de la cirurgia de l'època que impartien un ensenyament amb un programa definit i mètodes docents reglats.
En aquest període es van a utilitzar els hospitals amb finalitats docents. Alguns dels primers hospitals, fundats a l'Imperi Romà d'Orient, van comptar amb estudiants de medicina i fins i tot albergar biblioteques mèdiques. Tanmateix, va ser en l'Imperi Islàmic on més es va desenvolupar aquest sistema. En els hospitals àrabs hi havia biblioteques i sales de reunió on es realitzaven discussions i s'animava els estudiants a llegir textos mèdics clàssics, filosòfics i literaris. Mentrestant, a Europa Occidental, els hospitals tenien un caràcter religiós i estaven dedicats a la cura de tota mena d'indigents.
Les primeres universitats es van fundar al final del segle xii, entre les quals destaquen la de París, Londres i Oxford. Solien estar compostes per quatre facultats: la menor d'arts i les majors de teologia, dret i medicina. L'ensenyament de la medicina a les universitats era molt teòrica i se centrava en l'estudi de textos, però no s'ensenyava la pràctica clínica.
Durant l'edat mitjana l'odontologia no és una professió en si mateixa, i amb freqüència els procediments dentals van ser realitzats per barbers o metges. Els barbers generalment limitaven la seva pràctica a l'extracció de dents per tal d'alleujar el dolor i a les infeccions cròniques de les dents.
Com a precursors de l'odontologia en aquests temps cal citar: Bernard de Gordon, que va introduir la teoria de l'afluixament de les dents, Guy de Chauliac, que va estimular la higiene dental i va assenyalar que la càries tenia tres fases; producció de dolor, producció de dolor sense estímul extern i flegmó, així com la invenció del Pelicà Dental, anomenat així per la seva semblança amb el pic del pelicà i que fou emprat fins al segle xviii, i Giovanni Da Vigo, que va ser un dels primers a fer obturacions amb fulles d'or.
Durant el Renaixement (s.XVI) es van produir dos esdeveniments que van transformar la docència. L'Humanisme mèdic va propiciar la recuperació dels textos i idees clàssiques amb tot el seu vigor original. A més va servir per a revitalitzar i reinterpretar antics mètodes docents, entre els quals es trobaven el contacte directe dels estudiants d'anatomia amb els malalts i amb els medicaments. També va ser significativa la invenció de la impremta que va permetre multiplicar i difondre els nous llibres. Els antics manuals medievals van ser substituïts en un primer moment per textos clàssics, impresos i recuperats en la seva puresa original. Ja cap a la segona meitat del XVI, van començar a aparèixer tractats mèdics moderns que introduïen novetats no practicades pels antics. El primer text d'aquella època publicat en alemany sobre odontologia fou el "Artzney Buchlein der kreutter" (1530), en castellà Coloquio breve y compendioso sobre la materia de la dentadura y maravillosa obra de la boca (1557) i en anglès The Operator for the Teeth de Charles Allen, escrit l'any 1685.
Andreas Vesal va ser un dels primers a descriure i il·lustrar les estructures del cos humà, fins i tot va arribar a contradir Galè. Elaborà una anatomia de tipus descriptiva, contrària a l'estructural, que en el seu apartat dedicat a dents i ossos va ser brillant pel que fa a les il·lustracions odontològiques.
Durant l'edat moderna es va arribar a produir un cert estancament en les universitats. L'avantguarda de la ciència moderna es va desenvolupar entre els científics que treballaven sense dependre de la universitat i en les acadèmies científiques que es van començar a fundar per a promoure la recerca, la publicació de resultats i la comunicació entre savis. Aquestes acadèmies van exercir un paper vital en la revolució científica del xvii, destaquen: la Royal Society i l'Académie des Sciencies. També s'hi van constituir en fòrums d'opinió i centres d'elaboració d'idees importants per a la formació dels metges.
Durant els segles XVIII i segle xix es va produir una gran augmentació i transformació dels hospitals europeus, i esdevingueren les institucions més específicament mèdiques i dedicades a la cura dels malalts. Metges i cirurgians van trobar en aquests hospitals noves oportunitats i estímuls per a l'aprenentatge. Van aparèixer escoles públiques i privades de cirurgia i medicina, moltes d'elles en relació amb hospitals i dispensaris. Va sorgir així un nou tipus de professional mèdic que mantenia una relació més estreta amb els hospitals i amb coneixement dels problemes quirúrgics.

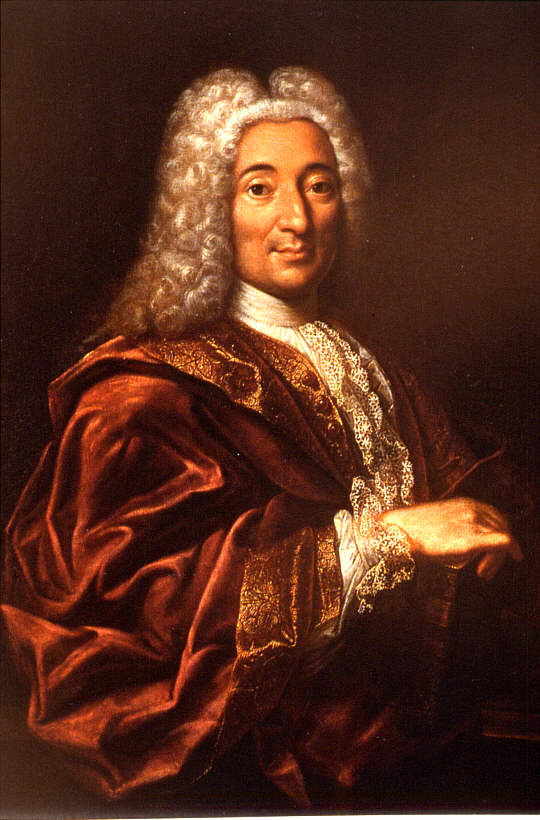
Retrat de Pierre Fauchard (per J. Le Bel) considerat el pare de l'odontologia moderna

Pierre Fauchard (1679-1761) és un dels autors més importants de l'odontologia per les notables innovacions que va aportar a aquesta disciplina, les quals tingueren una gran repercussió posterior en ella. Era un cirurgià menor que va assolir el succés a París. En la seva obra Le Chirurgien dentiste (1728), defineix totes les malalties i casos clínics, l'instrumental quirúrgic, les operacions a realitzar, pròtesis, consells sobre higiene dental i malalties periodontals. En aquest llibre apareix per primera vegada el dentista tal com el coneixem avui. Fauchard està com considerat el pare de l'odontologia, encara que en aquest període destaquen altres autors com: John Hunter, qui publicà el 1751 The natural history of human teeth sobre l'anatomia dental, Pfapp que el 1756 va descriure un mètode per a impressions amb cera que després eren buidades amb guix, Chamant que el 1792 va utilitzar un procés per fer dents de porcellana, Robert Bunon (1702-1748) que serà el primer a parlar d'odontologia a la universitat, va definir la malaltia que avui es coneix com a hipoplàsia de l'esmalt dental i l'any 1743 escrigué el llibre Essay sur les maladies des dents, Mouton que serà el primer a utilitzar corones metàl·liques d'or, Bourdet que es va dedicar a l'ortodòncia i Heistel que va explicar la fisiologia de la masticació.
El 1800 es van començar a utilitzar les incrustacions de porcellana, el 1815 es va emprendre l'ús dels fluorurs per a la prevenció de càries i el 1844 es va iniciar la fluoració de les aigües potables per a reduir les càries. Però no va ser fins al segle xix, amb la invenció dels principis de l'amalgama dental, quan es van començar a tenir bases científiques sobre els materials, principalment porcellana i or.

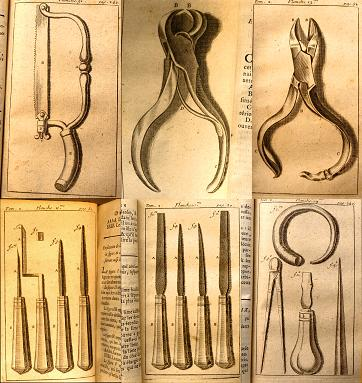
Instruments odontològics creats per Pierre Fauchard

El 1815, Levi Spear Parmly (1790-1859) reinventa i promou l'ús de la seda dental, a partir del fet que en humans prehistòrics se n'havien trobats vestigis de raspalls de dents primitius i d'escuradents. Auguste Taveau, el 1816, va desenvolupar la primera amalgama consistent en monedes de plata barrejades amb mercuri. Vint anys després, Charles Goodyear inventa el cautxú vulcanitzat. Aquesta invenció esdevindrà la base per a les pròtesis totals, que anteriorment es feien en or, perquè eren més econòmiques per a la mitjana de la població. El 1840 Horace Wells serà el primer a demostrar l'èxit de l'òxid nitrós per a la sedació, Thomas Morton l'ús de l'anestèsia per a la cirurgia, i Horace Hayden en col·laboració amb Chapin Harris, funda l'odontologia moderna creant la primera escola dental del món: The Baltimore College of Dental Surgery i el grau DDS o doctor en cirurgia dental. A més van engegar la primera societat dental del món: The American Society of Dental Surgeons (ASDA) que posteriorment es va transformar en l'American Dental Association.
El 1848, Giovanni D'Arcoli recomana el farciment de cavitats amb or i el mateix any Waldo Hanchett patenta la cadira odontològica. El 1866, Lucy Beaman Hobbs serà la primera dona a obtenir el títol DDS a l'Ohio College of Dental Surgery. Dos anys després, es col·loquen les primeres incrustacions en porcellana cuita per a omplir cavitats extenses. El 1871 James Beall Morrison patenta el primer trepant dental mecànic, que va permetre que l'odontologia es veiés com una professió d'avantguarda.
L'odontòleg estatunidenc Willoughby Dayton Miller (1853-1907) va descriure, per primera vegada, el 1890 les bases microbiològiques de la càries dental, la qual cosa va servir per a fer una crida d'atenció sobre la prevenció dental i va obrir el camí a les companyies dedicades a l'atenció oral per a comerciar amb productes de cura oral a la llar. Poc després Wilhelm Röntgen descobreix la radiació X i Greene Vardiman Black (1836-1915) estandarditza la preparació de cavitats i el procés de manufactura de farciments dentals amb plata.
Durant el segle xx els avenços tècnics i cientifics precedents es completen i se n'estableixen de nous:
Pel que fa a la radiologia, la radiologia intraoral va ser descoberta per Roetgen el 1895. Altres pioners en radiologia dental van ser: Walkhof, que va realitzar la primera radiografia dental de la història; Morton, que va realitzar la primera radiografia dental als EUA (en un crani); Kells va realitzar la primera radiografia dental als EUA (en un pacient viu), i Rollins, que va escriure el primer text sobre els perills de la radiació X. El 1913 Kodak va comercialitzar el primer paquet de pel·lícula dental pre-envoltada de raigs X. El 1920 es van comercialitzar els primers paquets de pel·lícules dentals fets a màquina.
Pel que fa a l'equip dental, Coolidge va inventar el primer tub de raigs catòdics el 1913. El 1923 es crea el primer aparell dental de raigs X per la Victor X-Ray Corporation. El 1957 es crea el primer aparell dental de raigs X de voltatge variable, per General Electric. Pel que fa a les diferents tècniques orals, el 1904 Price va exposar la bisectriu. El 1925 Raper enunciar l'aleta de mossegada. Kells va idear la tècnica del paral·lelisme i el 1947 Fitzgerald la va millorar realitzant aquesta tècnica amb un con llarg.
El 1907, Heinrich Braun introdueix la novocaïna en els consultoris odontològics americans i William McTaggart inventa la màquina de la cera perduda, que permet als odontòlegs fer farcits precisos per a les cavitats. El 1919 es va produir un gran avenç en el coneixement dels materials perquè l'armada nord-americana va demanar a l'oficina nacional de normativitat l'avaluació i selecció de les amalgames, per a ser usades en els serveis odontològics federals. El 1928, l'Oficina Nacional de Normes s'integra en l'Associació Dental Americana, això va permetre l'organització dels primers consensos sobre els materials dentals als Estats Units, que repercutirien a tot el món. Des de llavors l'ADA, juntament amb les associacions de cada país, es va comprometre a investigar les característiques físiques i químiques de les substàncies que es feien servir, així com els nous instruments i diferents mètodes de prova. El 1929 es descobreix la penicil·lina, el que tindrà un gran impacte en els protocols de tractament per infeccions dentals.
Michael Buonocore inventa el 1955 els farcits blancs de resina. També va descriure el mètode d'adhesió de la resina a l'esmalt que permetia als odontòlegs reparar les dents anteriorment fracturades. El 1957, John Borden inventa la peça de mà d'alta velocitat d'aire, incrementant la potència de preparació de les tradicionals, de 5.000 rpm a 300.000 rpm, la qual cosa escurçava el temps de preparació dental per fer farcits. Un any després es introdueix la primera cadira dental totalment reclinable, que permetia al pacient major comoditat. El 1970 s'introdueix el raspall dental elèctric als Estats Units. A més es torna comú la pràctica d'odontologia a quatre mans en posició asseguda. El 1980 Ingvar Branemark descriu la tècnica per a la col·locació d'implants dentals.

### Aristòtil i l'odontologia
Aristòtil va néixer l'any 384 aC a Estagira (Macedònia) i va morir el 322 aC. Va ser deixeble de Plató i mestre d'Alexandre el Gran. És reconegut com un dels filòsofs més importants amb una de les més fructíferes i multidisciplinàries obres de la història. En odontologia, per citar un exemple, va escriure sobre ungüents i procediments d'esterilització utilitzant un filferro calent per tractar les malalties de les dents i dels teixits orals. També sobre l'extracció dental i l'ús de filferros per estabilitzar fractures maxil·lars i lligar dents perdudes.

### Història de l'odontologia a Catalunya
Dins la història de l'odontologia catalana cal destacar tres moments importants que li donen unes característiques pròpies. El primer d'ells coincideix amb l'origen català, el segon s'emmarca en els segles xiv i xv, i finalment, el tercer a l'època moderna.
Mentre Europa entra en la decadència que representa l'edat mitjana, el poble àrab es difon amb gran força. Quan la península fou envaïda, la medicina peninsular va entrar en una època de gran esplendor. Els àrabs i els jueus fundaren acadèmies de medicina en diverses ciutats i la medicina Ibèrica és famosa per tot l'Occident. En canvi, la cirurgia, amb la pràctica odontològica, quedà relegada a segon terme. A Catalunya, la medicina es veié afavorida per les traduccions dels textos àrabs, les primeres de les quals daten del segle x fetes en el Monestir de Ripoll. Aquests eren els únics focus de cultura i, a la vegada, servien d'hospitals, i els monjos eren els qui tenien cura de la infermeria. Del segle ix al XIII va durar el domini dels àrabs i l'esplendor de la seva medicina i cirurgia, i en ella l'odontologia.
Paral·lelament ens trobem amb la medicina popular, que es basava en la superstició, la màgia i la bruixeria, el metge tornà a ser el “bruixot” coneixedor de les oracions que allunyaven els dimonis, culpables de les malalties. També tenien la creença que aquests penetraven en el cos, prenent forma de cuc, causants de les malalties generals i les dentals. La medicina popular guaria les odontàlgies amb mitjans químics, mecànics i de bruixeria, tenint en compte que els signes celestials els fossin favorables.

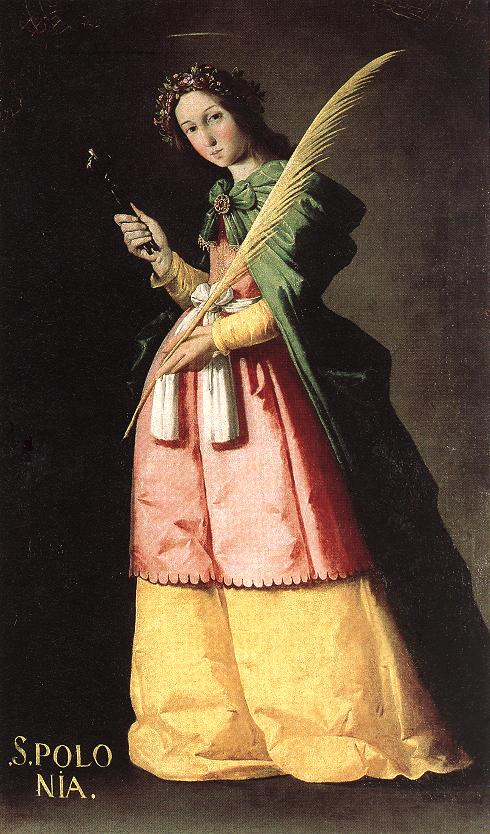
Santa Apol·lonia patrona dels dentistes per Francisco de Zurbarán.

L'església intentà destruir el paganisme i la superstició a les forces naturals, inculcant la devoció als sants i màrtirs, les relíquies dels quals se'ls atribuïen propietats curatives, com a Santa Apol·lònia, en el cas de la patologia bucal. D'altra banda, i a causa de l'expansió demogràfica, es construeixen noves poblacions i creixen les existents, apareixent noves professions, i d'entre elles la del dentista, la qual era exercida per persones ambulants: els barbers. Aquests nous professionals, en un principi, eren ajudants de banys en els monestirs o mestres de banys en els establiments públics de les ciutats. La seva funció consistia a conservar l'ordre, tallar el cabell, la barba i les ungles; també practicaven la cirurgia menor i extreien sang; aplicaven sangoneres, curaven ferides, aturaven hemorràgies, reduïen fractures i feien extraccions dentàries. De la professió de mestre de banys sorgí la de barber, que tenia les mateixes atribucions, però amb el privilegi de poder exercir fora de l'establiment, tot i que aquestes pràctiques no sortiran de la tutela de l'església fins al segle xi, amb l'Escola de Salern.
En els inicis de Catalunya, finalitzant el segle x, l'odontologia que s'exercia tenia unes connotacions molt pobres, ja que com demostren les publicacions, no era més que l'última expressió de la cirurgia. Un punt de partida al canvi serà la influència que van exercir els cirurgians europeus sobre l'odontologia catalana, especialment italians i francesos.
El cirurgià de més prestigi del segle xiv és Guy de Chauliac, de Montpeller, que va editar la seva obra Chirurgia Vel Inventarium in parte chirurgicale medicinae per primera vegada a Avinyó el 1363, i fins tres segles després va ser llibre de text per a molts cirurgians, fent-se edicions fins al segle xvii. l'obra està dividit en set llibres, en el quart escriu sobre les aftes, en el cinquè explica els símptomes de les fractures de mandíbula i el sisè el dedica a les malalties que no són úlceres, com les que afecten la llengua i les dents.
A Catalunya hem de destacar a Arnau de Vilanova, en el Breviarium practicae explica que el dolor de les dents prové alguna vegada del vici del cervell a causa dels humors freds que, destil·lats del cap, baixen pels nervis i produeixen un dolor sord amb pesantor de cap, inflor i pal·lidesa de la cara, o dels humors calents que produeixen dolor agut i punxant, amb rubor de la cara. En De ornatum mulierum i De decoratione, s'extreuen prescripcions per blanquejar les dents, enfortir les genives i acolorir-les. En el Regimen Sanitatis ad Regem Aragonum aconsella, per a conservar les dents, netejar-les dues vegades al mes amb vi en el qual hagi bullit arrel de farigola. En resum, l'obra d'Arnau de Vilanova tracta dels problemes higiènics i dentals basant-se en els conceptes hipocràtics i representa, en definitiva, la via mèdica de l'odontologia.
Però hi havia una altra via, no mèdica: s'actuava de forma ambulant i no eren necessaris cap tipus d'estudis. Per altra banda, en aquesta època conflueixen la cirurgia, la barberia i la dentisteria. Els professionals dentistes, a casa nostra, van rebre el nom de caxalers. Els coneixements per a l'exercici de la professió els adquirien mitjançant l'ensenyament donat pels qui la practicaven. Però no era suficient aquest aprenentatge, ja que per exercir necessitaven un permís especial del rei, Pere el Cerimoniós, que era el títol de Mestre caxaler, pel qual havien de passar un examen de capacitació professional. Aquest títol els permetia actuar a les ciutats del domini reial. Simó Virgili és el primer d'aquests mestres caxalers del que tenim informació. Aquesta titulació va durar només un segle, ja que, en morir Martí l'Humà, sota els usos, costums i prerrogatives de la dinastia dels Trastàmares, els caxalers es van veure privats dels prestigi que tenien i així va finalitzar un període singular en la història de l'odontologia.
La tercera època que podem destacar, s'inicia en el segle xviii. Els sagnadors (cirurgians menors o d'un examen), intenten tenir uns estudis i uns reglaments per aconseguir diferenciar-se del comerç ambulant. Aquest segle constitueix una època de ressorgiment que serà conseqüència, en part, de l'avenç que experimenta la cirurgia en el nostre país, amb la incorporació de cirurgians estrangers que troben aquí unes condicions òptimes per al seu treball. La recuperació de l'odontologia és paral·lela a la que assoleix la cirurgia, i la influència europea és l'inductor més rellevant després de dècades d'aïllament científic. Aquesta influència s'obre pas gràcies a la presència de nombrosos professionals, especialment francesos però també italians, que o bé estan al servei dels monarques o bé arriben a Barcelona per estudiar al Reial Col·legi de Cirurgia de Barcelona.
Giuseppangelo Fonzi (Orsogna, 1768 - Barcelona, 1840), després d'estudiar a París s'instal·là a Barcelona on aportà millores a l'aplicació de les dents de porcellana, en dotar-les d'un pern de platí individual que soldava a les bases, i també se li deu la primera aplicació del cautxú en fer-lo servir per recobrir la cara alveolar de les bases metàl·liques, amb la finalitat d'encoixinar i farcir els defectes. Jean Baptiste Gariot, nascut a Sainte-Menehould el 1761, exercí a Barcelona i també a València i a Madrid. El seu llegat va ser el llibre Traité des maladies de la bouche i la invenció d'un articulador frontissa per a la confecció de les pròtesis. Són dos exemples d'odontolegs que exerciren a Catalunya.
De l'estudi de l'època del Reial Col·legi de Cirurgia podem observar com aquell desig de millora que demostrava la professió s'anava complint, cada nova reglamentació per als sagnadors, se'ls exigia una millor preparació, tant teòrica com pràctica. Així veiem que l'any 1761 eren examinats de tot allò que havien après al costat d'un altre professional, a més d'uns temes teòrics, i finalitzant aquesta època, veiem com l'any 1827 se'ls exigien tres anys d'estudis, amb una part teòrica bastant completa.
Des de 1843 metges i cirurgians continuaren la seva tasca, fent d'aquesta professió una especialitat de la seva carrera, en la qual sobresurten metges catalans. Com a exemple a Josep Oriol Aloy, que l'any 1835 s'anunciava com a Metge Cirurgià Dentista.
A mitjan segle xix la professió es denominava Odontotècnia i anirà inclòs en el projecte d'Escola per Barcelona.

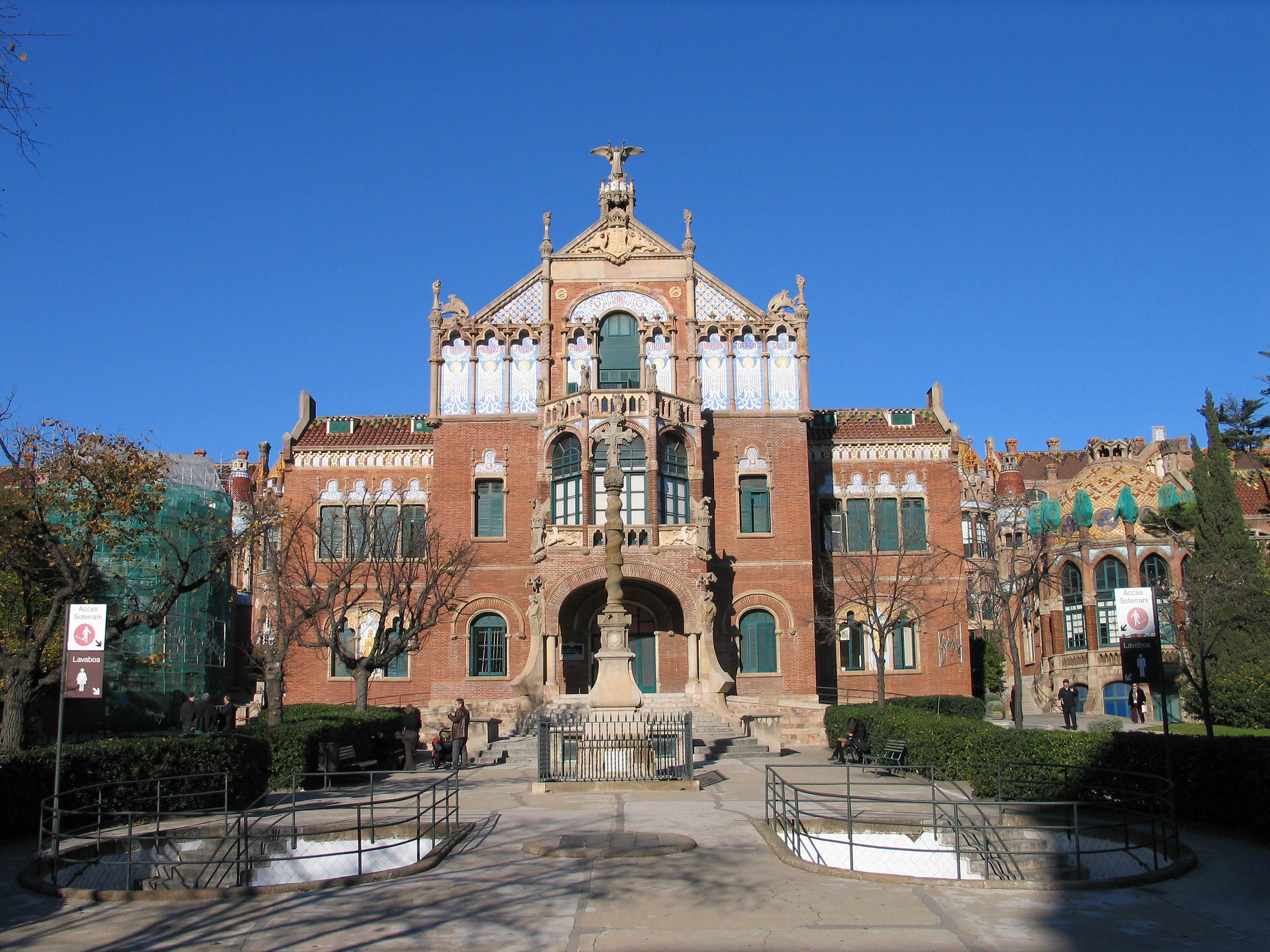
façana de l'hospital de la Santa creu i Sant Pau, Barcelona

A l'Hospital de la Santa Creu, on hi tenien plaça dos metges que destacarien per la seva aportació a l'odontologia, Torent i Marsillach. L'any 1871 Marsillach publicà la primera edició del Vademecum del practicante, que anava dirigit entre d'altres, al practicants dels hospitals i dedica sis capítols a la patologia bucal.
Un altre fet important és el dels inicis en la utilització de productes anestèsics. Es considera un pioner a Josep Meifrén Alfares qui, l'any 1869, va introduir l'òxid nitrós en l'odontologia. Tot i així, Simó Bruguera Ribas havia fet diversos manuscrits per a la Reial Acadèmia de Medicina de Barcelona, on va tractar sobre l'èter i el cloroform, enfront dels quals manté una actitud prudent.
L'any 1875 es crea el títol de Cirurgià dentista. Aquest correspon a una carrera especial que incloïa els coneixements necessaris per a l'exercici odontològic
L'any 1883 es produeix un fet remarcable: la dona aconsegueix la seva incorporació legal a la professió. Anys després, tot just canviar de segle, l'any 1901, es crea el títol d'Odontòleg.
Així mateix cal destacar el Círculo Odontológico de Cataluña, una societat científica que arribaria atenir el grau de capdavantera de les associacions odontològiques. Es podia considerar que representava un Col·legi professional, ja que hi estaven afiliats la majoria de dentistes i la seva autoritat es feia notar arreu. A més de defensar els seus interessos gremials, desenvolupà també una extensa activitat científica.

## Implantologia

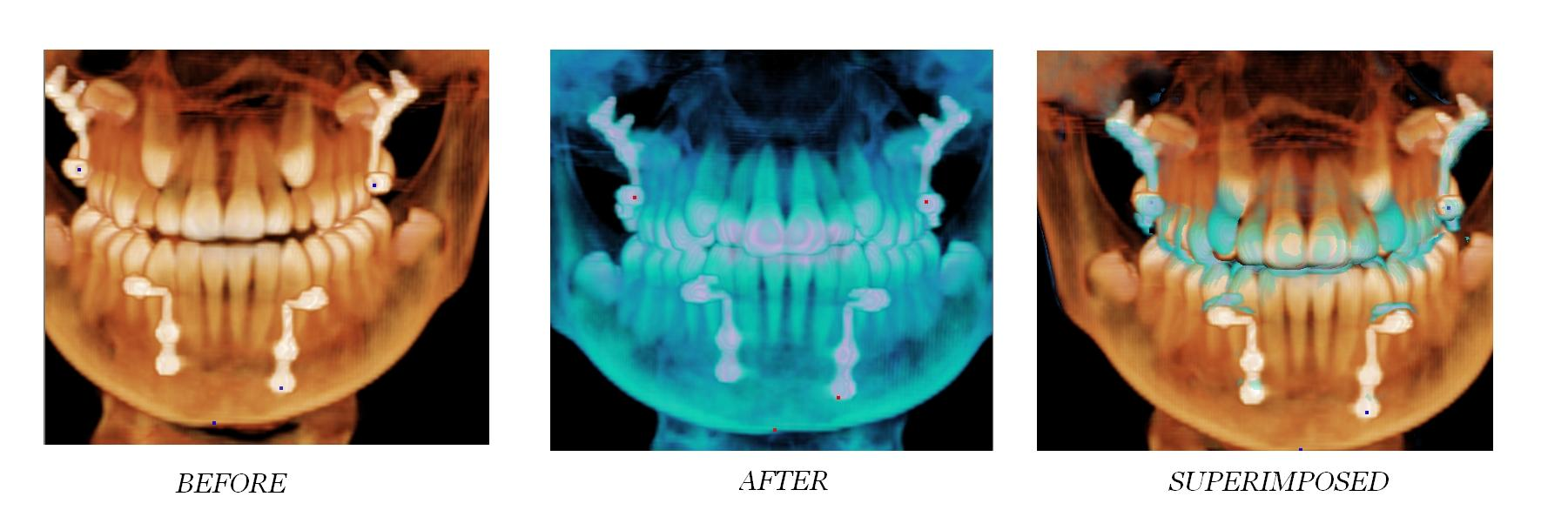
Implants

És l'especialitat odontològica que es dedica a la reposició d'unitats dentals perdudes mitjançant de la instal·lació d'implants dentals de titani o recoberts d'aquest material, emplaçats en els maxil·lars, a manera d'arrels de dents (dins de l'os) i que després poden portar corones dentals artificials en una part dissenyada per a això i propera a la zona d'oclusió dental.
Existeix a més amb la finalitat d'evitar transgredir el teixit de les dents veïns a la bretxa de pèrdua de les dents naturals, ja que una altra especialitat (la prostodòncia o pròtesi fixa) ho fa per sustentar la reposició de les dents a manera de pont fix en un o més punts, desgastant les dents adjacents, valent-se de la relativa fortalesa de les arrels d'aquests.
Es dedica també a la investigació de nous materials biocompatibles que assegurin un millor resultat del procediment i alhora una menor probabilitat de rebuig per part de l'organisme cap als implants.
El "tendó d'Aquil·les" de la implantologia, el representa l'àrea cervical, on l'epiteli no s'uneix veritablement a l'implant i deixa una "porta oberta" a la possible entrada de microorganismes i les seves toxines. A més a més la biomecanica dels implants no s'ha desenvolupat encara de forma satisfactòria pel que fa a la transmissió de les forces de cisallament cap a l'os.

## Nomenclatura anatòmica dental

### Vestibular
És la cara de dent o  dents  que donen cap a fora, cap al vestíbul. Per tant, la cara vestibular de les incisives centrals superiors seria la que veiem quan algú somriu.

### Lingual
És aquella cara de la dent que mira cap a l'interior, cap a la llengua. Aquest terme s'utilitza per a l'arcada inferior. És la cara posterior de les dents inferiors.

### Palatina
Correspon a aquella cara de la dent que mira cap al paladar. Aquest terme s'utilitza per a l'arcada superior.

### Incisal
Correspon a la superfície de tall de les dents incisives i canines.

### Oclusal
És el mateix que incisal però aquest terme s'utilitza per a les premolars i les molars. És la superfície masticatòria de la dent amb la qual es maceren els aliments.

### Mesial
És la cara de la dent que apunta a la  línia mitjana, cap al centre, una línia imaginària que divideix a l'ésser humà per la meitat en dos trossos simètrics. Tenint en compte això, la cara mesial de la incisiva central superior dreta contacta amb la cara mesial de la incisiva central superior esquerre. Tot allò que tingui faceta mesial tindrà direcció a la dent que té més anterior a ell mateix. És fàcil de recordar, ja que es pot aprendre una regla mnemotècnica com que mesial= mitjà referint-se a la línia mitjana.

### Distal
És la cara de la dent que s'allunya de la línia mitjana. Els termes mesial i distal es defineixen dins del concepte mèdic de la posició anatòmica.

### Interproximal
Interproximal és l'espai que hi ha entre dues dents, també anomenat espai interproximal.

### Proximal
Una càries va cap proximal quan va cap a la unió de la dent contigua.
També va a proximal a la cara distal dels tercers molars.

### Cervical
És aquella adreça que es dirigeix cap al coll de la dent. Per exemple, si hi ha una càries situada a l'arrel d'una incisiva inferior i es dirigeix cap cervical seu recorregut serà cap amunt i si tenim una càries que és a la corona camí de cervical en la mateixa dent el seu camí serà cap avall ...

### Apical
És l'adreça que es pren per arribar a l'àpex , l'àpex és la punta de l'arrel.

### Coronal
És l'adreça que es pren per arribar a la corona dental. És la part de la dent que abasta des de la seva coll dentari fins a la seva vora incisal o cara oclusal.

### Antagonista
Ens referim a una dent antagonista d'un altre per assenyalar la mateixa dent però en l'altra arcada, de manera que la dent antagonista, en una boca ideal, del primer molar 'permanent serà el primer molar  inferior  permanent, del mateix costat.

### Oclusió
No és un terme anatòmic. En odontologia, oclusió serveix per a denominar el que comunament es coneix com la mossegada, és a dir, l'oclusió és l'engranatge produït en contactar les dents de l'arcada superior amb les de l'arcada inferior. Es considera màxima intercuspidació aquella posició en la qual les dents de l'arcada inferior i les de l'arcada superior tenen el màxim contacte possible. Perquè l'oclusió sigui estable i no produeixi danys al periodonci ni tampoc a les estructures de l'articulació temporomandibular, aquesta "màxima intercuspidació" ha de coincidir amb la "oclusió cèntrica". Això és, el més prop possible a la "relació cèntrica".

### Arcada
Una arcada o arc dental és el grup de dents que hi ha a la mandíbula o al maxil·lar. Tindrem arcada superior, per al maxil·lar superior, i arcada inferior, a la mandíbula.

### Hemiarcada
Una hemiarcada és la meitat d'una arcada, que es divideix en quatre parts: superior dreta, superior esquerra, inferior dreta, inferior esquerra

## Sectors

### Sector anterior
El sector anterior és el grup de dents que comprèn les incisives i les canines.

### Sector posterior
És el grup de dents que comprenen les premolars i les molars.